# Jason (voornaam)
Jason is een jongensnaam van Griekse oorsprong. De oorspronkelijke vorm van de naam was Ἰάσων (of in het Ionisch Grieks Ἰήσων), hetgeen letterlijk betekent; "hij die zal gezond maken". De naam Jason wordt ook gespeld als Iason of Iasoon.
Jason is de meest voorkomende spelling; er zijn meerdere spellingen zoals Jaison, Jayson en Jacyn. Jay en Jace zijn de veel voorkomende verkleinwoorden.
De naam werd in de Griekse mythologie gedragen door Jason, de grote Thessalische held die de Argonauten leidde in de zoektocht naar het Gulden Vlies.
De naam is ook te vinden in het Nieuwe Testament, omdat het huis van een man genaamd Jason werd gebruikt als een toevluchtsoord door Paulus en Silas.

## Personen met de voornaam Jason
- Jason Čulina, een Australische voetballer
- Jason DeVos, een Canadese voetballer
- Jason Donovan, een Australische acteur en zanger
- Jason Herndon, een homoseksuele rapper
- Jason Isaacs, een Brits acteur
- Jason Kreis, voetballer
- Jason Lewis, een Amerikaans acteur en model
- Jason Miller, een Amerikaans acteur
- Jason Newsted, een Amerikaans bassist
- Jason Oost, een Nederlandse voetballer
- Jason Priestley, een Canadees filmacteur
- Jason Statham, een Engels acteur